# Alexandr (Kulčickij)
Alexandr (světským jménem: Andrej Ivanovič Kulčickij; 1843, Kameň Šljachetskij – 28. prosince 1888, Kostroma) byl běloruský duchovní Ruské pravoslavné církve a biskup kostromský a galičský.

## Život
Narodil se roku 1843 ve vesnici Kameň Šljachetskij Grodenské gubernie (dnes Akcjabr v Brestské oblasti) do rodiny kněze Ivana Kulčického. Byl příbuzným svatého Innokentija (Kulčického).
Roku 1847 dokončil Litevský duchovní seminář. Dne 26. září stejného roku byl rukopoložen na jereje a ustanoven knězem Kobrinského chrámu svatých apoštolů Petra a Pavla a učitelem městských učilišť.
Ovdověl a 3. listopadu 1842 byl postřižen na monacha se jménem Alexandr.
Roku 1853 začal studovat na Petrohradské duchovní akademii.
Dne 14. května 1857 dokončil studium a byl ustanoven učitelem slovanštiny v Ruské duchovní misii v Pekingu.
Roku 1864 byl uvolněn z misie a penzionován s 500 rubly ročně.
Dne 9. března 1866 byl jmenován inspektorem Polockého duchovního semináře.
Dne 20. dubna 1869 byl povýšen na archimandritu.
Dne 18. srpna 1871 byl povolán ke kněžské službě v Petrohradu.
Dne 17. listopadu 1871 se stal představeným chrámu svatého Mikuláše v Římě.
Roku 1878 jej Nejsvětější synod zvolil biskupem turkestánským. Dne 12. března proběhla v Alexandro-Něvské lávře jeho biskupská chirotonie.
Byl obětavým misionářem a velkým filantropem, obráncem pravoslavné víry a ruského obyvatelstva. Svým dobrým chováním (respekt a zdvořilost) podporoval lásku mezi lidmi.
V Turkestánu založil při jezeru Issyk-Kul monastýr Svaté Trojice.
Dne 6. srpna 1883 byl ustanoven biskupem kostromským a galičským.
Zemřel 28. prosince 1888. Pohřben byl v chrámu svatého Lazara Ipatěvského monastýru.